# 김동명 (바둑 기사)
김동명(金東明, 1947년 3월 3일 ~ )은 대한민국의 전 바둑 기사이다.

## 약력
1965년에 입단하였다. 1966년 왕위전 본선에 진출했다. 1970년 제8기 청소년배에 우승을 차지하며 인기를 끌었다. 1990년 10기 KBS 바둑왕전 본선에 진출했고 1991년에 6단으로 승단하였으나 1992년 프로기사직에서 은퇴했다. 2010년 인도네시아 체육회로부터 대표팀 코치로 위촉되어 활동했다.